# Igor Picușceac
Igor Picușceac (ur. 27 marca 1983 w Tyraspolu) – mołdawski piłkarz grający na pozycji napastnika.

## Kariera klubowa
Karierę piłkarską rozpoczął w tamtejszym klubie Sheriff Tyraspol. W 2001 roku awansował do dorosłej drużyny Sheriffu i wtedy też zadebiutował w jej barwach w pierwszej lidze mołdawskiej. W Sheriffie grał przez 2 sezony i w tym okresie dwukrotnie wywalczył mistrzostwo Mołdawii w latach 2002 i 2003 i raz Puchar Mołdawii (2002).
W 2003 roku odszedł z Sheriffu do innego klubu z Tyraspolu, FC Tiraspol. W FC Tiraspol grał do końca 2007 roku, a jego największym sukcesem za czasów gry w FC było zajęcie 3. miejsca w lidze w 2006 roku.
W zimowym oknie transferowym sezonu 2007/2008 wrócił do Sheriffu Tyraspol. W Sheriffie, podobnie jak w swoim poprzednim klubie, był podstawowym zawodnikiem. W 2008 i 2009 roku wywalczył z Sheriffem mistrzostwo Mołdawii. W tamtych latach zdobył też Puchar Mołdawii. W sezonie 2007/2008 został z 14 golami królem strzelców ligi.
W 2009 roku przeszedł do chińskiego Bejingu Hongdeng, a jeszcze w tym samym roku został zawodnikiem rosyjskiego FK Krasnodar. Zadebiutował w nim 9 sierpnia 2009 w meczu z Witiaziem Podolsk (0:2). Na koniec 2010 roku awansował z Krasnodarem z Pierwszej Dywizji do rosyjskiej Priemjer Ligi. W 2012 roku odszedł do Amkara Perm. W 2015 roku wrócił do Sheriffu, a w 2016 przeszedł do klubu Academia UTM Kiszyniów.
| Sezon   | Klub                   | Kraj     | Rozgrywki         | Mecze | Bramki |
| ------- | ---------------------- | -------- | ----------------- | ----- | ------ |
| 2001/02 | Sheriff Tyraspol       | Mołdawia | Divizia Națională | 11    | 1      |
| 2002/03 | Sheriff Tyraspol       | Mołdawia | Divizia Națională | 1     | 0      |
| 2003/04 | FC Tiraspol            | Mołdawia | Divizia Națională | 22    | 3      |
| 2004/05 | FC Tiraspol            | Mołdawia | Divizia Națională | 23    | 4      |
| 2005/06 | FC Tiraspol            | Mołdawia | Divizia Națională | 28    | 3      |
| 2006/07 | FC Tiraspol            | Mołdawia | Divizia Națională | 35    | 9      |
| 2007/08 | FC Tiraspol            | Mołdawia | Divizia Națională | 16    | 11     |
| 2007/08 | Sheriff Tyraspol       | Mołdawia | Divizia Națională | 13    | 3      |
| 2008/09 | Sheriff Tyraspol       | Mołdawia | Divizia Națională | 15    | 3      |
| 2009    | Beijing Hongdeng       | Chiny    | Super League      | 12    | 7      |
| 2009    | FK Krasnodar           | Rosja    | Pierwyj diwizion  | 4     | 0      |
| 2010    | FK Krasnodar           | Rosja    | Pierwyj diwizion  | 2     | 0      |
| 2011/12 | FK Krasnodar           | Rosja    | Priemjer-Liga     | 19    | 4      |
| 2012/13 | Amkar Perm             | Rosja    | Priemjer-Liga     | 22    | 3      |
| 2013/14 | Amkar Perm             | Rosja    | Priemjer-Liga     | 15    | 3      |
| 2014/15 | Amkar Perm             | Rosja    | Priemjer-Liga     | 12    | 1      |
| 2015/16 | Sheriff Tyraspol       | Mołdawia | Divizia Națională | 6     | 1      |
| 2015/16 | Academia UTM Kiszyniów | Mołdawia | Divizia Națională | 6     | 0      |
| 2016/17 | Zaria Bielce           | Mołdawia | Divizia Națională | 10    | 2      |

## Kariera reprezentacyjna
W reprezentacji Mołdawii zadebiutował 6 września 2008 w przegranym 1:2 meczu eliminacji do MŚ 2010 z Łotwą. 10 września 2008 w meczu tych eliminacji z Izraelem (1:2) strzelił swoją pierwszą bramkę w kadrze narodowej.